# Norbert Dobeleit
Norbert Dobeleit   (Renchen, 17 de juliol de 1964) és un atleta alemany, ja retirat, especialista en curses de velocitat, que va competir sota bandera de la República Federal Alemanya durant la dècada del 1980.
El 1988 va prendre part en els Jocs Olímpics d'Estiu de Seül, on va disputar dues proves del programa d'atletisme. En els 4x400 metres, formant equip amb Edgar Itt, Jörg Vaihinger i Ralf Lübke, guanyà la medalla de bronze, mentre en els 200 metres quedà eliminat en sèries.
En el seu palmarès també destaquen una medalla de plata al Campionat d'Europa d'atletisme de 1990 i una d'or al Campionat d'Europa en pista coberta de 1990. El 1989 i 1990 guanyà el campionat d'Alemanya dels 400 metres i el 1987, 1989 i 1990 fou campió del relleu de 4x100 metres.
Una vegada retirat fou un conegut presentador de televisió al grup ProSieben/N24. Primer comentant els partits de la NBA, després a N24 Sports i SportsMagazine i finalment fent el bloc esportiu a les notícies de Sat.1. Posteriorment va treballar al canal de televisió de pagament Arena. i va fundar una productora de televisió. Es casà amb la presentadora, model i actriu de televisió suïssa Tamara Sedmak.

## Millors marques
- 100 metres llisos. 10.42" (1987)
- 200 metres llisos. 20.43" (1987)
- 400 metres llisos. 45.15" (1990)[7][8]